# Avalon Ballroom

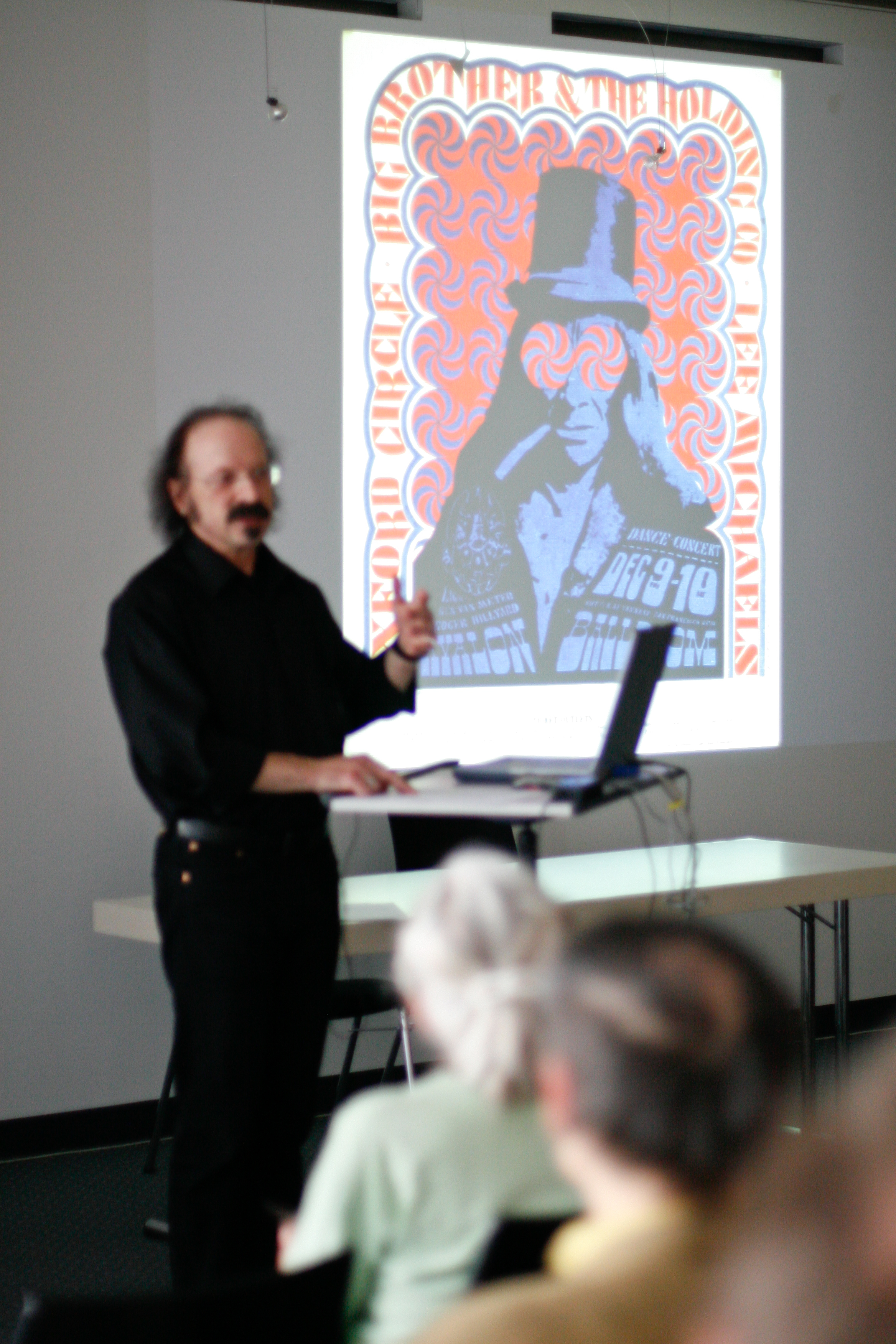
Konzertplakat von Victor Moscoso in einem Vortrag von Lutz Hieber

Avalon Ballroom ist ein Musiktheater in San Francisco. Vom April 1966 bis November 1968 gehörte es neben dem Fillmore und dem Winterland zu den angesagten Rock-Palästen der Stadt.

## Geschichte
Das Gebäude in der Sutter Street Nummer 1268 wurde 1911 erbaut, wenige Jahre nach dem großen Erdbeben von San Francisco. Ursprünglich diente es als Tanzschule, danach lange Zeit als Auktionshaus.
1966 mietete Chet Helms mit seinen Family Dog Productions den Saal, um darin Rockkonzerte zu veranstalten. Zu den Bands, die im Avalon spielten, gehörten Quicksilver Messenger Service, die Steve Miller Band, Moby Grape, 13th Floor Elevators, die Butterfield Blues Band, Big Brother and the Holding Company mit ihrer jungen Sängerin Janis Joplin und viele mehr.
Die psychedelischen Konzertposter von Künstlern wie Rick Griffin, Stanley Mouse, Alton Kelley, Victor Moscoso und Wes Wilson – auch bekannt als „The San Francisco 5“ oder "The Big Five" – sind heute teure Sammlerobjekte.
1968 verlor Helms die Lizenz für das Avalon. Eine andere Produktionsfirma veranstaltete noch kurze Zeit Konzerte, dann wurde das Haus als Kino genutzt.
2002 mietete Steve Shirley, der als „Morning Spring Rain“ auf der Hog Farm aufgewachsen war, das Avalon und begann wieder, Rockkonzerte zu veranstalten. Das erste Konzert gaben Big Brother and the Holding Company am 12. Oktober 2002. Später wurde das Haus als Bürogebäude genutzt.